# Ranitomeya toraro
Espèce
Statut CITES
Ranitomeya toraro est une espèce d'amphibiens de la famille des Dendrobatidae.

## Systématique
L'espèce Ranitomeya toraro a été décrite en 2011 par Jason L. Brown (d), Janalee P. Caldwell (d), Evan Twomey (d), Paulo Roberto Melo-Sampaio (d) et Moisés Barbosa de Souza (d).

## Répartition
Cette espèce se rencontre :
- au Brésil en Acre, au Rondônia et en Amazonas ;
- en Colombie en Amazonas.

Sa présence est incertaine au Pérou.

## Description
Ranitomeya toraro mesure de 15 à 17 mm.

## Étymologie
Le nom spécifique toraro vient de to raro, qui signifie en Apurinã la grenouille.

## Taxinomie
Cette espèce, avant sa description, était confondue avec Ranitomeya ventrimaculata.

## Publication originale
- (en) Jason L. Brown, Evan Twomey, Adolfo Amézquita, Moisés Barbosa de Souza, Janalee P. Caldwell, Stefan Lötters, Rudolf von May, Paulo Roberto Melo Sampaio, Daniel Mejía Vargas, Pedro Perez-Peña, Mark Pepper, Erik H. Poelman, Manuel Sanchez Rodriguez et Kyle Summers, « A taxonomic revision of the Neotropical poison frog genus Ranitomeya (Amphibia: Dendrobatidae) », Zootaxa, Magnolia Press (d), vol. 3083, no 1,‎ 28 octobre 2011, p. 1 (ISSN 1175-5334 et 1175-5326, OCLC 49030618, DOI 10.11646/ZOOTAXA.3083.1.1, lire en ligne).